# Asociación Católica de Propagandistas
La Asociación Católica de Propagandistas (ACdP) es una asociación privada de fieles católicos españoles fundada en 1908 por el sacerdote jesuita Ángel Ayala. Su objetivo se orienta a la propagación de la fe católica y al apostolado en la vida pública, formando e instando a sus miembros para que participen activamente en la sociedad, trabajando por hacer presente en todos los ámbitos el mensaje de Jesucristo y de la Iglesia. También busca ejercer de nexo de unión de los católicos, al servicio de las respectivas diócesis.
La ACdP tiene su sede en Madrid, pero cuenta en la actualidad con veintitrés centros repartidos por toda España. Desde 2018, está presidida por Alfonso Bullón de Mendoza, catedrático de Historia de la Universidad CEU San Pablo, dependiente de la propia ACdP.

## Denominación
La organización tuvo inicialmente el nombre de Asociación Católico-Nacional de Jóvenes Propagandistas (ACNdJP), «al correr los años e ir dejando con ello de ser jóvenes muchos de sus miembros, se convirtió en "Asociación Católica Nacional de Propagandistas"» (ACNdP) hacia 1917. Los miembros de la ACdP se conocen como propagandistas.

## Características
La espiritualidad propia de la ACdP está orientada a la propagación de la fe católica y al apostolado en la vida pública, que contempla ámbitos como la política, la educación, los medios de comunicación, la economía o la cultura. Así se recoge en sus estatutos:
La Asociación Católica de Propagandistas es una asociación privada de fieles laicos que quieren responder a su vocación a la santidad mediante la evangelización de la vida pública y la ordenación de las estructuras sociales, según las exigencias del Reino de Dios.

Dichos estatutos definen el objetivo de la asociación como «centrado en una espiritualidad cristocéntrica, mariana y eclesial», y destacan que esta se caracteriza «por sus raíces ignacianas [de san Ignacio de Loyola, fundador de la Compañía de Jesús, a la que pertenecía el fundador de la ACdP, Ángel Ayala], por su dedicación al apostolado en la vida pública y por el deseo de promover la cooperación y coordinación de los católicos en la sociedad» El padre Ayala planteaba de esta manera la relación entre religión católica y vida pública:
El espíritu secularizador, por el contrario, quiere arrojar la religión de todas partes: de la vida, de la muerte, de la enseñanza, de la prensa, de las obras sociales, del arte, de las manifestaciones callejeras de la política. ¡Vano intento! Así como Dios lo llena todo, así la religión lo invade todo, lo mismo en el orden privado que en el público.
La ACdP entiende, además, que la acción en la vida pública no puede contemplarse como algo separado de la vida espiritual del conjunto de sus miembros y de cada uno de ellos en particular. Por eso, conforme a la tradición católica, propone a los propagandistas medios para «alimentar la vida interior», tales como los sacramentos, la oración personal, los Ejercicios espirituales ignacianos o los retiros. En relación con este punto, el padre Ayala escribía:
Si vosotros os persuadís no solo especulativamente, sino de una manera práctica, de que de verdad el alma de la Asociación está en el espíritu, tendréis obra para muchos años; irá creciendo la Asociación, la Asociación hará obra verdaderamente fecunda; y si no lo hacéis así, cada vez tendréis más dificultades, cada vez tendréis más peligros. (Boletín, 185, p. 5)
La asociación se acoge al patrocinio de la Virgen María, en el misterio de la Inmaculada Concepción, y del apóstol san Pablo. Su lema es Omnia possum in Eo qui me confortat («Todo lo puedo en Aquél que me conforta») extraído del capítulo 4 de la Epístola a los filipenses.

### Beatos propagandistas
Actualmente, hay cinco miembros o consiliarios de la ACdP declarados beatos por la Iglesia Católica. En concreto, se trata de:
- Luis Campos Górriz (1905-1936,[13] beatificado el 11 de marzo de 2001[14])
- Alfonso Sebastiá Viñals (1910-1936, beatificado el 11 de marzo de 2001[15])
- Ricardo Plá Espí (1898-1936, beatificado el 28 de octubre de 2007[16])
- Miguel Vilatimó Costa (1890-1936,[17] beatificado el 13 de octubre de 2013,[18] durante la Beatificación de Tarragona)
- Luis Belda Soriano (1901-1936, beatificado el 25 de marzo de 2017[19])

Además, el Secretariado Nacional de Causas de Canonización de la ACdP identifica un propagandista declarado «venerable», Manuel Aparici Navarro, y 42 «siervos de Dios» (el primer paso para una posible canonización por parte de la Iglesia Católica, posterior al nihil obstat). Entre este segundo grupo se incluyen los dos primeros presidentes de la asociación, Ángel Herrera Oria y Fernando Martín-Sánchez Juliá.

## Actividades
A lo largo de su historia, los miembros de la ACdP han impulsado un gran número de proyectos —llamados "obras" en el contexto de la asociación— para llevar a cabo la misión de la organización de propagar la fe católica en la vida pública. 

### Medios de comunicación
Desde muy pronto, los propagandistas vieron la necesidad de contar con órganos de difusión de su actividad. El periódico El Debate fue creado en 1910 por el periodista Guillermo de Rivas, pero ese mismo año fue vendido a la ACdP. Con Ángel Herrera Oria —el primer presidente de la asociación— como director, tarea que desempeñaría hasta 1933, El Debate empezó su segunda etapa el 1 de noviembre de 1911, con una línea editorial de corte conservador y católico.

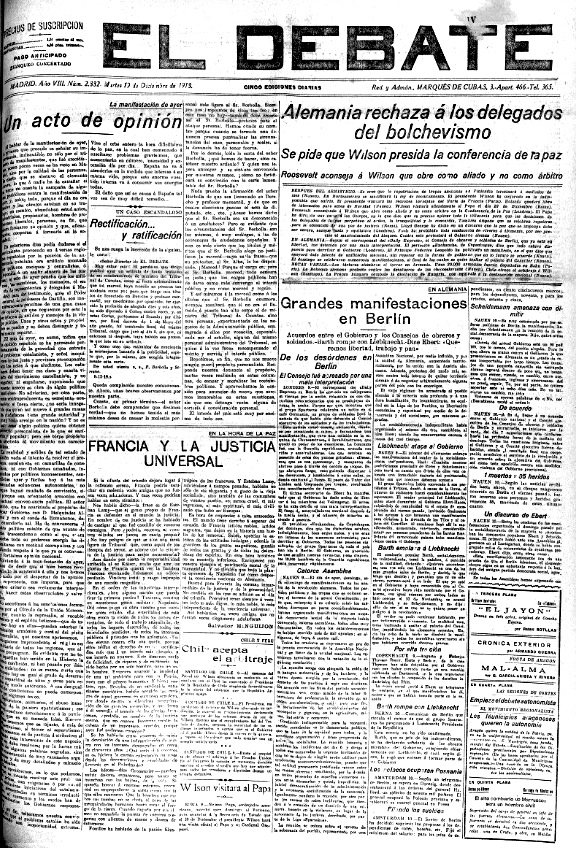
Portada de El Debate del 13 de diciembre de 1918

En 1912, la ACdP fundó la Editorial Católica (Edica), que a partir de entonces también se encargó de publicar El Debate. Durante la Primera Guerra Mundial, el periódico aumentó su tirada por las crónicas bélicas acompañadas con mapas de Armando Guerra y mantuvo una postura favorable a Alemania. Tras el conflicto, en 1926, Herrera Oria creó la Escuela de Periodismo de El Debate, pionera en España. En 1929, la ACdP fundó la agencia de noticias Logos, vinculada a Edica y a El Debate, para contrarrestar la tendencia laica en la información ofrecida por los corresponsales y otras agencias.
Durante la Segunda República, el Gobierno suspendió en varias ocasiones la actividad de El Debate. Tras la dimisión de Herrera Oria en 1933, el propagandista Francisco de Luis asumió el cargo de director del periódico. El último número de El Debate se publicó el 19 de julio de 1936; día en que el Gobierno anunció a través de Unión Radio la incautación del medio, acogiéndose a la Ley de Defensa de la República.
Tras la desaparición de El Debate, la acción periodística de la ACdP se canalizó a través del abanico de otros periódicos de Edica: el Ya en Madrid (fundado en 1935), el Ideal en Granada (1932), el Hoy en Badajoz (1933), El Ideal Gallego en La Coruña (nacido en 1917, pero que en 1931 pasó a ser gestionado por Edica) y La Verdad en Murcia (refundado por la ACdP en 1931).
Después de la Guerra Civil, en 1943, dos propagandistas —Máximo Cuervo Radigales y José María Sánchez de Muniain, ambos colaboradores de Herrera Oria— fundaron la Biblioteca de Autores Cristianos (BAC). En 1963, el exministro de Educación Nacional y miembro de la ACdP Joaquín Ruiz-Giménez fundó la revista Cuadernos para el Diálogo, una publicación cultural con ideario democristiano que se publicó hasta 1978.
En 2017, la ACdP recuperó la cabecera de El Debate y lanzó El Debate de Hoy, un periódico digital de opinión y cultura dirigido primero por el periodista Justino Sinova, ex director de Diario 16, y después por Pablo Velasco. En 2021, este medio daba paso a un periódico digital con vocación generalista, El Debate, dirigido por Bieito Rubido ex director de ABC. La línea editorial del nuevo medio, que busca recoger el testigo de Herrera Oria, se fundamenta en el humanismo cristiano, y se concreta en ámbitos como la defensa de la unidad de España, la monarquía y el orden constitucional y democrático, el libre mercado, la defensa de la vida, la familia y la doctrina social de la Iglesia.
Desde 2021, la asociación ha organizado una quincena de campañas de cartelería con mensajes cristianos, algunas de ellas recibidas con polémica, como la referida al aborto.

### Educación
Junto con el periodismo, la cuestión de la educación fue una preocupación central de la ACdP desde muy temprano. Así, en 1918, se funda la Oficina Informativa de la Enseñanza y, en 1920, el propagandista Fernando Martín Sánchez Juliá, que sucedería a Herrera Oria al frente de la asociación, funda la Confederación Nacional de Estudiantes Católicos.
En 1933 nace el Centro de Estudios Universitarios (CEU); hoy en día, la Fundación Universitaria San Pablo CEU. En 1945, el CEU será reconocido como centro adscrito a la Universidad de Madrid. En 1969 un Decreto fija el régimen de los Colegios Universitarios, como centros adscritos a universidades públicas; el CEU se convierte en uno de ellos en 1970, tras constituirse la Fundación benéfico-docente "Colegio Universitario San Pablo CEU". En esta época se abren otros colegios universitarios, tanto en Madrid como en la Comunidad Valenciana y en Barcelona (Colegio Universitario Abad Oliva, adscrito a la Universidad de Barcelona).

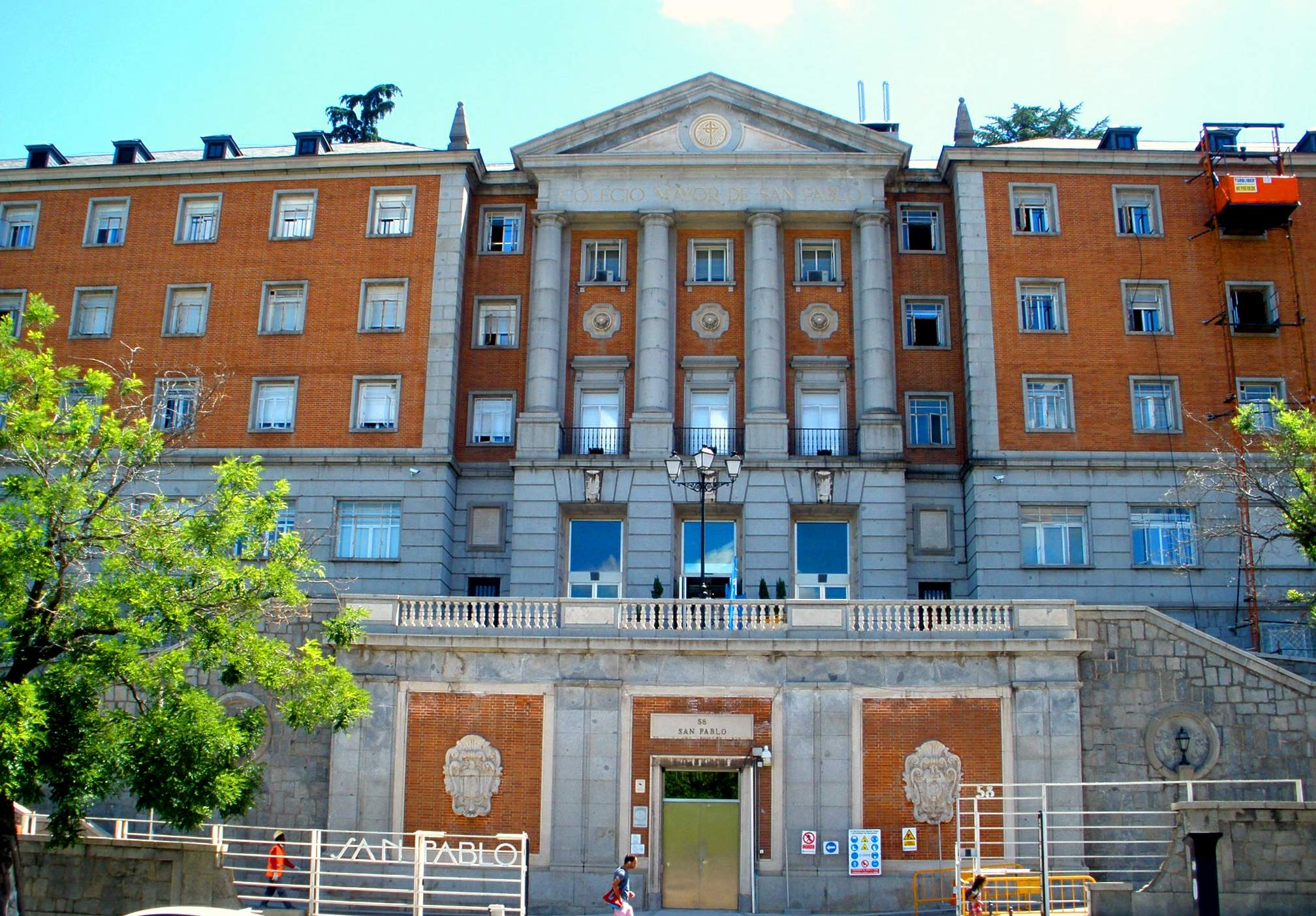
Fachada del Colegio Mayor San Pablo, edificio donde está la sede de la ACdP.

Actualmente, el grupo educativo CEU Universities engloba cuatro centros: la Universidad CEU San Pablo, en Madrid (aprobada en 1993); la Universidad Abat Oliba CEU, en Barcelona (aprobada en 2003) y la Universidad CEU Cardenal Herrera, en Valencia (aprobada en 1999); una cuarta, la Universidad CEU Fernando III, en Sevilla, comenzó su funcionamiento en septiembre de 2024, un año después de que el Pleno del Parlamento de Andalucía aprobase el proyecto de ley de reconocimiento del centro y una vez que la Junta de Andalucía autorizó el inicio de sus actividades. Por su parte, el grupo Colegios CEU incluye diez colegios de primaria y secundaria, repartidos entre Madrid (3), Barcelona (2), Valencia, Alicante, Murcia, Sevilla y Vitoria. Forman parte de CEU también diversos centros de posgrado, una escuela de magisterio en Vigo y una escuela de negocio en Valladolid, así como la editorial CEU Ediciones y diversos institutos de investigación, como el Instituto de la Familia CEU, el Instituto CEU de Humanidades Ángel Ayala o el Centro de Estudios, Formación y Análisis Social (CEFAS). 
En 1951 se inauguró el Colegio Mayor Universitario San Pablo, adscrito a la Universidad CEU San Pablo y dirigido originalmente —hasta 1957— por Isidoro Martín. La ACdP también está en el origen del Instituto Social León XIII, que se fundó en 1948 para la Investigación y difusión de la Doctrina social de la Iglesia, así como del Colegio Mayor Pío XII y la Escuela de Ciudadanía Cristiana de la Iglesia, ambas obras inauguradas en 1961. Estas tres instituciones se encuentran agrupadas en la actualidad en la Fundación Pablo VI, creada por Herrera Oria, entonces obispo de Málaga.

### Acción social
Siguiendo el espíritu de la encíclica Rerum novarum, la ACdP apoyó a la Confederación Nacional Católico-Agraria desde sus orígenes, en 1917. En 1933, Herrera Oria fundó el Instituto Social Obrero, impulsado por la idea de que «no tendremos una organización sindical si no disponemos de propagandistas obreros, y nos faltarán si no les formamos, y su formación será de las más difíciles sin una escuela social». El primer secretario general de Cáritas Española, fundada en 1957, fue Jesús García Valcárcel, miembro de la ACdP.

### Encuentros, jornadas y congresos
Desde 1999, la ACdP organiza los Congresos Católicos y Vida Pública —en 2023 celebraron su 25.ª edición—, así como las jornadas Católicos y Vida Pública, que tienen lugar en los diversos centros de la asociación repartidos por España. En 2001, la ACdP creó la Fundación Cultural Ángel Herrera Oria, para «contribuir a la promoción de la cultura en todas sus manifestaciones, como ejemplo del desarrollo intelectual de la persona, de su afán por la belleza y de la búsqueda de lo trascendente».

## Historia de la ACdP

### Contexto histórico
Desde mediados del siglo XIX se había propulsado dentro del catolicismo la llamada doctrina social de la Iglesia, donde el concepto social debe entenderse en un sentido amplio y relacionado «con el acontecer económico, político y cultural» de la época. En 1900 el 63,78% de la población española se consideraba analfabeta, siendo aún del 40% con el advenimiento de la II República. También en lo político la toma de Roma en 1870 había dejado a la corte papal en una situación de soberanía territorial indefinida que sólo se pudo resolver en 1929 con la creación de la Ciudad del Vaticano. A ello se unió que en las mismas fechas el laicismo francés y la Kulturkampf alemana fueron circunstancias demostrativas de la compleja situación de los católicos a la hora de seguir desarrollando su acción en distintos campos (educación, cultura, moral, política). La llegada de nuevos modelos empujó a promover el corporativismo entre católicos a fin de alinear la actuación de los creyentes en la vida pública con tal doctrina social. Muchos de estos movimientos franceses y alemanes habían empezado a tener imitadores en España. Con esta premisa a principios del siglo XX se habían promovido, tomando como referencia la estrategia emprendida por el catolicismo social alemán (Zentrum), la aplicación de una estrategia similar.
En los años 20 y 30 sus miembros engrosarán diferentes sensibilidades políticas de derechas: carlismo (Marcelino Oreja, Víctor Pradera, José María Pemán), nacionalismo vasco (José Antonio Aguirre), monárquicos (José María Gil-Robles), etc. Durante la dictadura franquista, varios miembros propagandistas constituyeron una de las familias más influyentes del régimen, especialmente tras la derrota del Eje en la Segunda Guerra Mundial y el desplazamiento de los sectores falangistas. Sin embargo otros, como José María Gil Robles, habían optado por una actitud opositora y la adhesión a don Juan de Borbón; el mismo Gil Robles será uno de los participantes en lo que el régimen franquista llamó Contubernio de Múnich cuando era simplemente un congreso del Movimiento Europeo. 

Tras el Concilio Vaticano II, algunos propagandistas más, como Joaquín Ruiz-Giménez, se convirtieron en moderados opositores al franquismo, en tanto que otros, integrados en el grupo Tácito, presionaron en favor de la reforma del régimen. Muchos propagandistas tuvieron un papel muy influyente durante la Transición.

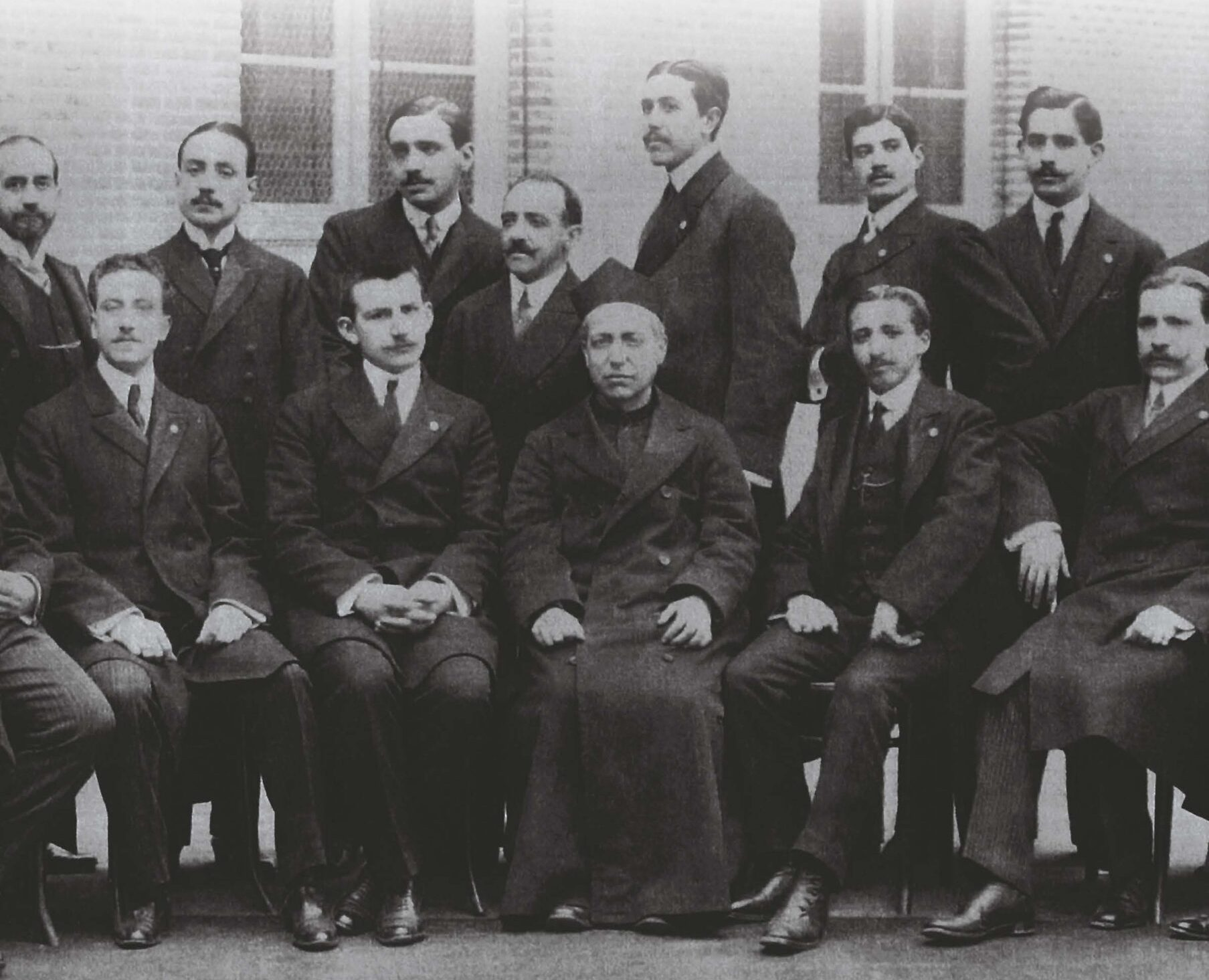
Ángel Ayala (sentado, en el centro) con otros miembros de la Asociación Católica de Propagandistas

### Fundación
La Asociación Católica de Propagandistas tiene su origen en la Congregación de Nuestra Señora del Buen Consejo y san Luis Gonzaga —conocida popularmente como «los Luises» por su patrón—, que entre 1904 y 1908 dirigió el sacerdote jesuita Ángel Ayala. Este tenía el deseo de formar líderes católicos para influir en la vida pública de España.
El 15 de noviembre de 1908, el padre Ayala reunió a ocho congregantes de los Luises en el Colegio de Areneros, y les dijo: «Vamos a ver lo que quiere Dios nuestro Señor que salga de aquí». Aquella reunión supuso el momento constitutivo de la Asociación Católica Nacional de Jóvenes Propagandistas (ACNdeJP). Los ocho asistentes a aquella reunión fueron, según detalla el investigador Pablo Sánchez Garrido:

Estos, apodados dentro de la propia historia asociativa como «los ocho de la fama», fueron: Luis de Aristizábal y Machón, Jaime Chicharro y Sánchez-Guío, José Fernández de Henestrosa y Escobedo, Manuel Gómez-Roldán y de Velo y Arce, Ángel Herrera Oria, José María Lamamié de Clairac y de la Colina, José Palanco Romero y Gerardo Requejo Velarde.

El grupo daba respuesta también al deseo que había manifestado al padre Ayala el nuncio de la Santa Sede en España, el cardenal Antonio Vico, de fundar la Juventud Católica Española. Su primera acción como propagandistas fue la organización de diversas campañas de mítines católicos por toda España: los primeros tuvieron lugar en Ciudad Real (25 de marzo de 1909), Badajoz (28 de marzo de 1909) y Toledo (15 de junio de 1909).
Durante este periodo de activa propaganda el grupo se fue cohesionando, y se fueron sumando más congregantes de los Luises, escogidos por el padre Ayala. El 3 de diciembre de 1909 se celebró el primer acto de imposición de insignias de la asociación, en una ceremonia a la que acudió el cardenal Vico y que tuvo lugar en la iglesia de Areneros que los jesuitas tenían en la calle Alberto Aguilera de Madrid. Se escogió como primer presidente de la asociación a Ángel Herrera Oria, doctor en Derecho y abogado del Estado. Tras este acto, que Sánchez Garrido considera el «momento inaugural» de la ACdP, la fundación quedó concluida.
La Asociación lograría movilizar a los católicos, a través de mítines y el uso de la prensa. El 1 de noviembre de 1911 se inicia, bajo la dirección de Ángel Herrera y en el seno de la Asociación, una segunda época de El Debate, que había sido fundado un año antes. Para esta nueva etapa del periódico se funda, en 1912, la Editorial Católica, de notable importancia en el mundo de la comunicación en los años venideros.
La Asociación de Propagandistas no era en sí misma política, y «dentro de la ACNdP nunca hubo una sola tendencia política», pero sus miembros podían y debían serlo, según sus aptitudes y exigencias de las circunstancias.

### II República
Durante la II República se intensificó la actividad política de los propagandistas que ya con anterioridad habían participado en la creación del Partido Social Popular e incluso habían tenido responsabilidades en los gobiernos del Directorio militar del general Primo de Rivera. Junto al intelectual católico Ramiro de Maeztu, tres propagandistas, Eugenio Vegas Latapie, Víctor Pradera y José María Pemán, fundaron en octubre de 1931 la sociedad cultural Acción Española. Esta sociedad fundó una revista con el mismo nombre como revista doctrinal católico-monárquica cuyo primer número apareció en diciembre de 1931. El último número regular publicado fue el 88, de junio de 1936. También en 1931, la ACdP participa en la creación de Acción Nacional, que luego por imperativo legal pasó a llamarse Acción Popular y cuyo líder principal fue el propagandista salmantino José María Gil-Robles.
Las Cortes constituyentes de 1931 contaron con cinco propagandistas como diputados, Ricardo Cortés en las listas de Acción Nacional, José María Gil-Robles y José María Lamamie de Clairac por el Bloque Agrario, el nacionalista vasco José Antonio Aguirre (que sería el primer lehendakari del gobierno vasco en 1936) y el tradicionalista Marcelino Oreja Elósegui por la Minoría Vasco-navarra. 
En 1933, Ángel Herrera es designado presidente de la Junta Central de Acción Católica. En 1933, se crean el Centro de Estudios Universitarios (CEU), embrión de lo que hoy son las universidades San Pablo de Madrid, Cardenal Herrera de Valencia y Abat Oliba de Barcelona, y el Instituto Social Obrero (ISO), del que Ángel Herrera es nombrado primer presidente. “Fue una Escuela Social Obrera donde se formaron muchos de los directivos que luego intervinieron en el C.E.S.O. (Confederación Española de Sindicatos Obreros), y antes en la F.E.T. (Federación Española de Trabajadores)”.
En las elecciones de noviembre de 1933, fueron elegidos diputados unos 34 propagandistas, unos 30 en las listas de la CEDA (Confederación Española de Derechas Autónomas) de la que Acción Popular es el grupo más importante, José Antonio Aguirre y Marcelino Oreja por la Minoría Vasco-navarra, Santiago Fuentes por Renovación Española y José María Lamamie de Clairac por el grupo agrario. Por Badajoz salió elegido el propagandista sevillano Manuel Giménez Fernández, quien entró a formar parte del gobierno, un año después, como ministro de Agricultura. El propio Marcelino Oreja Elosegui moriría asesinado en la revolución de 1934 a manos de miembros del comité revolucionario. En 1935 Ángel Herrera, tras veintiséis años como presidente, dejó el cargo de presidente de la ACdP, siendo elegido como sustituto Fernando Martín Sánchez.
En mayo de 1936, poco antes de la sublevación militar que dio origen a la Guerra Civil, Ángel Herrera se trasladó a la universidad suiza de Friburgo para cursar los estudios necesarios para su ordenación sacerdotal.

### Guerra Civil
La guerra civil española supuso un importante quebranto, tanto material como de vidas humanas, para la ACNdP. Más de ochenta propagandistas fueron fusilados por distintas fuerzas en la retaguardia republicana. Entre ellos destaca el propio secretario general de la Asociación y del CEU, Luis Campos Górriz, proclamado beato por la Iglesia católica junto a Alfonso Sebastiá Viñals, director de la Escuela de Formación Social de Valencia; el exministro Federico Salmón, el diputado Víctor Pradera y el fundador de las JONS, Onésimo Redondo. Varios miembros de la ACdP asesinados durante la Guerra Civil han sido beatificados posteriormente: Ricardo Plá Espí, Luis Belda Soriano de Montoya y Miguel Vilatimó Costa. El diario El Debate fue incautado y los archivos de la Asociación, destruidos. Salvo contadas excepciones, la inmensa mayoría de los propagandistas apoyaron la sublevación militar activamente. Una excepción notable fue el exministro Giménez Fernández que residiendo en Chipiona, incluso, estuvo a punto de ser fusilado por falangistas y requetés.

### Dictadura franquista
Al terminar la Guerra Civil, el general Franco organizó un gobierno del que formaban parte tres propagandistas: José Ibáñez Martín, ministro de Educación Nacional, José Larraz, ministro de Hacienda y Pedro Gamero del Castillo, ministro sin cartera. También destacó en estos años Máximo Cuervo Radigales, que era miembro del Cuerpo Jurídico Militar y que fue nombrado director general de Prisiones por el régimen. Máximo Cuervo reorganizó los servicios carcelarios primero en la zona sublevada y luego, acabada la contienda, en todo el territorio español. También destacó como fundador de la Biblioteca de Autores Cristianos (BAC) junto a José María Sánchez de Muniáin.
Al terminar la Guerra Civil, tanto Ángel Herrera (ya sacerdote y párroco en la diócesis de Santander) como el propio Gil-Robles cayeron en el ostracismo ante el predominio que, en el régimen de Franco, ostentaron los sectores azules de la Falange, hostiles a la línea nacionalcatólica que encarnaba la ACNdP a cuyos miembros muchos culparon «de haber mantenido una posición ambigua durante la República y no identificarse con las ideas falangistas, en boga en los años iniciales del régimen.» Pero la situación cambiaría tras la derrota del Eje, que obligaría a Franco a desplazar a Serrano Súñer y su círculo de falangistas. El general Franco buscó entonces el apoyo de políticos católicos para modificar la imagen exterior del régimen y recabar al mismo tiempo el aval de la Santa Sede como salida a su aislamiento internacional. De acuerdo con esta nueva política, varios miembros de la ACNdP pasarían a copar los puestos ministeriales en los gobiernos de Franco. En 1945 fue nombrado ministro de Asuntos Exteriores el propagandista Alberto Martín Artajo. Otros ministros propagandistas fueron Joaquín Ruiz-Giménez (Educación, 1951-1956), Fernando María Castiella (Exteriores, 1957-1969) y Federico Silva Muñoz (Obras Públicas, 1965-1970). 
En 1947, Ángel Herrera Oria fue consagrado como obispo de Málaga, siendo Pío XII el papa en aquel entonces. En 1952, Herrera Oria fundó el Instituto Social León XIII y son también fundaciones suyas en ese periodo las escuelas rurales de Málaga, la Asociación Pío XII de agricultores y la Escuela de Ciudadanía Cristiana de la Iglesia. En 1949 es nombrado consiliario nacional de la ACdP, cargo que ocuparía hasta el año 1955. El modo de perseguir el ideal religioso que propugnaba Herrera Oria y que trasladó a la asociación, es la propagación de la fe católica y el apostolado, formando e instando a minorías selectas destinadas a dirigir la vida pública de la sociedad y la acción social y política de los católicos, entre los que ejercerían un papel aglutinante; interpretando en clave de dirigentes y dirigidos los conceptos evangélicos de "levadura" y "masa".
Alberto Martín Artajo fue el artífice del Concordato con la Santa Sede del año 1953. Hasta el año 1957 el tono político de los consejos de ministros de Franco lo habría marcado la ACNdP bajo el liderazgo primero de Fernando Martín Sánchez y luego de Francisco Guijarro y este ministro.
En 1957 se produjo un cambio sutil en los equilibrios internos de poder de la dictadura ante el desafío falangista al orden nacionalcatólico que supuso la propuesta de José Luis de Arrese, secretario general del Movimiento Nacional. La pugna sorda establecida entonces entre falangistas y propagandistas la solventó Franco eligiendo apoyarse en un tercer sector, el de los tecnócratas del Opus Dei con el almirante Carrero Blanco, Gregorio López Bravo y Laureano López Rodó como cabezas visibles.
En 1957 el secretariado nacional de Acción Social de la ACNdP creó el embrión de lo que sería Cáritas diocesana en España. En 1967, Herrera Oria sería nombrado cardenal por Pablo VI, falleciendo al año siguiente. Su muerte marcó el final de la época más destacada de la ACNdP y el comienzo de una época de desconcierto y debilitamiento, en el seno del profundo debate interno que provocó en España el posconcilio, con la revisión del nacionalcatolicismo hasta entonces imperante, del cual la ACNdP había sido el principal baluarte entre los laicos con su liderazgo de la Acción Católica.

### Transición
Tras el Concilio Vaticano II y el cambio de paradigma político que supuso para los católicos, un grupo de propagandistas con Joaquín Ruiz-Giménez a la cabeza se pasa a la oposición al régimen de Franco, con iniciativas como la fundación de la revista Cuadernos para el Diálogo, en la que se daría cabida a la oposición democristiana al régimen. También participarán en el llamado «Contubernio de Múnich» los propagandistas José María Gil-Robles e Íñigo Cavero, mientras que el propagandista José María Pemán evolucionaba hacia posturas monárquicas juanistas en esos años. En contraste con esta línea de oposición democristiana, el también propagandista Blas Piñar se convirtió en adalid del llamado "búnker" del régimen franquista, la línea dura defensora de las esencias nacionalcatólicas de tal régimen. Sin embargo, Blas Piñar terminó por pedir la baja en la ACdP, en desacuerdo con la línea cada vez más crítica de la misma con la dictadura.
En 1973 se creó en el Colegio Mayor San Pablo el grupo Tácito, el cual tuvo un papel relevante en la etapa final del franquismo y principios de la Transición. Este grupo aglutinó a un selecto grupo de propagandistas crítico con el Régimen de Franco, muchos de los cuales terminarían por formar parte de los gobiernos de la Democracia. La presencia de propagandistas fue importante en esta etapa en la fundación de Alianza Popular (con Federico Silva Muñoz jugando un papel destacado) pero, de manera especial, en la creación de la Unión de Centro Democrático, que ganó las elecciones de 1977. 
Bajo el paraguas de la figura del cardenal Tarancón, la ACdP, «que desde 1954 se vincularía a la Asociación Española para la Cooperación con Europa, [se había] orientado hacia posiciones demócrata cristianas, y generalmente conexas con la línea de Don Juan de Borbón», se muestra entonces como un baluarte de la democracia cristiana española, pues muchos de sus miembros fueron ministros en los gobiernos de Adolfo Suárez. Marcelino Oreja en Exteriores consiguió la firma de los acuerdos Iglesia-Estado de 1979 que siguen hoy vigentes. José Manuel Otero Novas en Educación, Landelino Lavilla en Justicia, Alfonso Osorio en Presidencia e Íñigo Cavero (futuro presidente del Consejo de Estado) también en Justicia fueron otros ministros de los gobiernos de la UCD que realizaron un destacado papel en la Transición junto a Fernando Álvarez de Miranda, que presidió el Congreso de los Diputados entre 1977 y 1979.

### SigloXXI
Más adelante, jugaron un papel reseñable en la política española los propagandistas militantes del PP Jaime Mayor Oreja (ministro del Interior y cabeza de lista al Parlamento Europeo) y Eugenio Nasarre (diputado en el Congreso y portavoz de Educación del PP). En 2006 fue nombrado por la Conferencia Episcopal Española presidente ejecutivo de la cadena COPE el expresidente de la ACdP Alfonso Coronel de Palma.
En 2008, la Asamblea General de la ACdP empezó una reforma de los estatutos, que fueron aprobados en abril de 2009. El actual presidente de la ACdP, el historiador y catedrático de la Universidad CEU San Pablo Alfonso Bullón de Mendoza, fue elegido el 21 de julio de 2008, y reelegido en 2022.

## Presidencia de la ACdP
El liderazgo de la ACdP corresponde al presidente elegido por los socios. Los estatutos actuales de la asociación contemplan que dicho cargo «durará cuatro años, pudiendo ser reelegido por una sola vez, y su elección o reelección se efectuará por la Asamblea General». En la historia de la ACdP ha habido once presidentes; por orden cronológico:
- Ángel Herrera Oria (1909-1935)
- Fernando Martín-Sánchez Juliá (1935-1953)
- Francisco Guijarro Arrizabalaga (1953-1959)
- Alberto Martín-Artajo Álvarez (1959-1965)
- Abelardo Algora Marco (1965-1985)
- Alfonso Ibáñez de Aldecoa Manrique (1985-1993)
- Rafael Alcalá-Santaella Núñez (1993-1997)
- Alfonso Coronel de Palma Martínez-Agulló (1998-2006)
- Alfredo Dagnino Guerra (2006-2011)
- Carlos Romero Caramelo (2011-2018)
- Alfonso Bullón de Mendoza (2018)